# HD 63032
HD 63032 är en dubbelstjärna belägen i den mellersta delen av stjärnbilden Akterskeppet, som också har Bayer-beteckningen c Puppis. Den har en skenbar magnitud av ca 3,61 och är synlig för blotta ögat där ljusföroreningar ej förekommer. Baserat på parallaxmätning inom Hipparcosuppdraget enligt Gaia Data Release 2 på ca 2,9 mas, beräknas den befinna sig på ett avstånd på ca 1 110 ljusår (ca 340 parsek) från solen. Den rör sig bort från solen med en heliocentrisk radialhastighet på ca 17 km/s.

## Egenskaper
Primärstjärnan HD 63032 A är en orange till röd ljusstark jättestjärna eller superjätte av spektralklass K2.5 Ib-IIa (K5 IIa) + B9 V Den har en radie som är ca 170 solradier och har ca 9 600 gånger solens utstrålning av energi från dess fotosfär vid en effektiv temperatur av ca 3 500 K.
HD 63032 är en spektroskopisk dubbelstjärna. Följeslagaren, som upptäcktes 1983, är en blå stjärna i huvudserien av spektralklass B9 V. Konstellationen är den ljusaste medlemmen i den öppna stjärnhopen NGC 2451, över två magnituder ljusare än alla andra stjärnor i hopen. Eftersom avfartspunkten för stjärnhopen för närvarande är runt B7 passar parametrarna för stjärnan väl med medlemskap i hopen.